# La Tortue
La Tortue ou l'Ecalle, Île Tortue ili Otok kornjača stjenoviti je otočić kraj sjeveroistočne obale Svetog Bartolomeja na Karibima. Njegova najviša točka je 35 metara iznad razine mora. Nalazi se unutar Nacionalni rezervat prirode Svetog Bartolomeja.

## Važno područje za ptice
Otok je BirdLife International prepoznao kao važno područje za ptice (IBA) jer podržava razmnožavanje kolonija kraljevskih čigri (Thalasseus maximus) i astečkih galebova, kao i nekoliko parova ptica Phaethon aethereus.